# Lívio Barreto
Lívio Barreto (Granja, 18 de fevereiro de 1870 - Camocim, 29 de setembro de 1895) foi um poeta brasileiro.

## Biografia
Nasceu na fazenda Angicos, distrito de Iboaçu, na comarca de Granja. Ajudou a fundar o importante movimento literário chamado Padaria Espiritual. Publicou poemas no jornal dessa agremiação, O Pão.
É considerado o maior poeta simbolista do Ceará, embora tenha escrito poemas românticos e parnasianos. 
Teve uma única obra publicada de forma póstuma por seu amigo Waldemiro Cavalcânti, intitulada Dolentes, em 1897.
Seus pais eram José Soares Barreto, conhecido como "águia de trapiá", e sua mãe Mariana da Rocha Barreto, agricultores e criadores que saíram da fazenda Angicos e foram morar na cidade de Granja, em 1878, onde Lívio seria alfabetizado e teria o primeiro contato com os livros e a poesia.  
Logo ele estaria juntamente com seu irmão,José Barreto, e seus amigos Luís Felipe, Belfort e outros editando um jornal literário – O Iracema – onde aparecem seus primeiros versos. Em junho de 1888 resolve seguir para Belém do Pará, lá trava conhecimento com o poeta maranhense João de Deus do Rêgo, que muito contribui para o seu aperfeiçoamento literário. Volta para Granja doente, de beribéri, em 1891, e funda outro jornal literário, chamado A Luz, em que publica sonetos e crônicas humorísticas, estas últimas consideradas raras em sua produção literária.    
Em 1892 vai para Fortaleza onde funda, juntamente de Antônio Sales, Adolfo Caminha, Antônio Bezerra, Henrique Jorge, Juvenal Galeno e vários outros jovens intelectuais a Padaria Espiritual. Ao voltar para Granja, no dia 27 de junho de 1892, o vapor em que viajava, Alcântara, afunda na praia de Periquara, perde seus livros e alguns poemas, mas escreva na areia da praia um de seus trabalhos mais famoso, o poema "Náufrago". Chegando finalmente em Granja trabalha como guarda-livros na companhia Beviláqua & Cia., antes de ir, em 6 de fevereiro de 1893, finalmente para Camocim, onde morreria dois anos depois. .

## Morte precoce
Faleceu em sua banca de trabalho, nas Companhias Maranhense de Navegações, de frente para o mar de Camocim, fulminado por uma congestão cerebral, às 3 horas da tarde do dia 29 de setembro de 1895, com apenas 25 anos de idade, tempo insuficiente para aprimorar sua técnica. Morreu pobre e desolado, sem ter publicado sua obra e nem vivido dela.Foi enterrado no Cemitério de São João Batista, em sua terra natal, Granja.

## Homenagens
- É a única pessoa citada no hino do município de Granja, homenagem do autor pe. Osvaldo Chaves, conterrâneo que lhe credita o gosto pela leitura[5] .

- Também em Granja, a biblioteca municipal recebe seu nome, assim como uma rua no Centro e uma escola.

- No bairro Dionísio Torres, em Fortaleza, podemos encontrar uma rua homenageando seu nome.[6]